# Hydrophorus brunneifacies
Hydrophorus brunneifacies är en tvåvingeart som beskrevs av Negrobov 1977. Hydrophorus brunneifacies ingår i släktet Hydrophorus och familjen styltflugor. Inga underarter finns listade i Catalogue of Life.